# Mourad Hibour
Mourad Hibour (arab. مراد حيبور ur. 1 stycznia 1985 w Tangerze) – marokański piłkarz, grający jako środkowy obrońca w Rapide Oued Zem.

## Kariera

### Początki
Rozpoczynał w Ittihadzie Tanger, gdzie do pierwszego zespołu przebił się w 2008 roku.

### Wydad Fez
Do Wydadu Fez przeniósł się 1 lipca 2011 roku.
Zagrał 7 meczów w sezonie 2011/2012.

### AS Salé
1 sierpnia 2013 roku został graczem AS Salé. W tym zespole debiut zaliczył 24 sierpnia 2013 roku w meczu przeciwko Hassania Agadir (2:2). Zagrał cały mecz. W sumie zagrał 23 mecze.

### Tanger i Berrechid
8 sierpnia 2014 roku podpisał kontrakt Ittihadem Tanger. 1 lipca 2015 roku zmienił klub na Youssoufia Berrechid.

### Rapide Oued Zem
1 lipca 2016 roku przeniósł się do Rapide Oued Zem.
W sezonie 2017/2018 zagrał 28 meczów i strzelił dwa gole.
W sezonie 2018/2019 rozegrał 26 spotkań.
Sezon 2019/2020 zakończył z 30 meczami.
W kolejnym sezonie wystąpił w 29 meczach.
W sezonie 2021/2022 wystąpił w 20 meczach, strzelił też gola.